# Zero absolut
El zero absolut és la temperatura corresponent a 0 K (zero kelvin) i se situa a –273,15 °C per sota del punt triple de l'aigua. El tercer principi de la termodinàmica impedeix arribar a aquesta temperatura en un nombre finit d'operacions. Les molècules d'un cos a 0 K deixarien de vibrar. Alguns gasos presenten superfluïdesa a temperatures molt properes al zero absolut.
El zero absolut serveix de punt de partida tant per a l'escala de Kelvin com per a la de Rankine. Així, la temperatura de fusió del gel (0 °C) corresponen, aproximadament, a la temperatura 32 °F i 491,67 °R.
Segons el tercer principi de la termodinàmica, el zero absolut és un límit inassolible (només existeixen cambres frigorífiques que arriben fins als –272 °C i la raó per la qual no arriben a menys temperatura és que a la mateixa cambra frigorífica li resulta impossible baixar més la temperatura si les seves molècules tot just contenen energia). Una conseqüència d'això és que l'entropia d'un cristall pur i perfecte és zero.

## Història

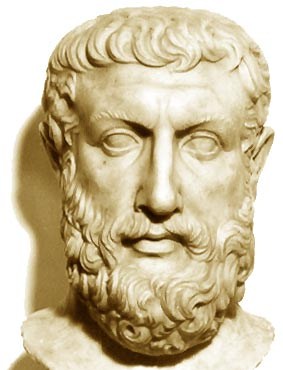
Bust de Parmènides

### ElPrimum Frigidum
El filòsof grec Parmènides d'Elea (570 aC-475 aC) considerava l'existència d'una substància elemental constituïda pel fred més absolut i pur. Aquesta idea fou desenvolupada posteriorment per Plutarc de Queronea (46-120), que anomenà a aquesta substància Primum Frigidum, i que considerà que havia d'estar a la terra, l'únic element sòlid dels quatre que suposaven que constituïen la matèria (terra, aigua, aire i foc) perquè se suposava que els sòlids es formaven per efecte del fred.

El desenvolupament d’escales termomètriques com les de Réaumur, Fahrenheit i Celsius, conduí d’una manera natural a la pregunta de si hi havia un límit inferior de temperatura i, en conseqüència, al comportament dels materials en aquestes circumstàncies. Simultàniament, molts científics van dedicar part dels seus esforços a comprendre la naturalesa de la calor i el fred, així com a trobar les lleis que els descrivien. Tot i que hi havia controvèrsia sobre la seva naturalesa Primum Frigidum (terra, aigua, aire o nitre), tots estaven d’acord en el fet que hi havia d’existir un cos que per la seva naturalesa fos «extremadament fred» i que la seva participació en un fenomen portés altres organismes a obtenir aquesta propietat. El 1682 Boyle llegí un document a la Royal Society sobre «Nous experiments i observacions que toquen el fred o una història experimental del fred», on descriví nombrosos experiments que havia fet sobre mescles frigorífiques i l'efecte general d'aquestes sobre la matèria. Aquests experiments el portaren a concloure que el fred era una privació del moviment local de les partícules dels cossos que era necessari per constituir calor i que no era cap entitat positiva (el fred és una manca de calor). Boyle creia que abans de discutir sobre la naturalesa del Primum Frigidum, els científics primer havien de discutir i posar-se d’acord si existia o no.

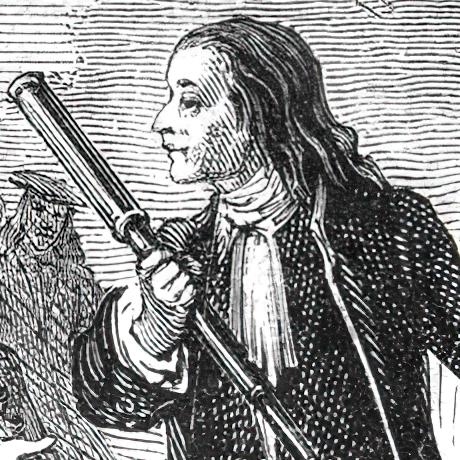
Guillaume Amontons

### Guillaume Amontons
Entre 1703 i 1704 el francès Guillaume Amontons (1663-1705) publicà diversos articles on informava dels fenòmens que havia observat mentre estudiava la manera adequada de calibrar un termòmetre d’aire. Observà que quan variava la temperatura entre el punt d'ebullició de l'aigua i la temperatura ambient, les baixades iguals de temperatura donaven lloc a disminucions iguals de la pressió de l'aire contingut dins d'un recipient. Atès que els graus del seu termòmetre es registraven per l’altura d’una columna de mercuri, conclogué que el fred extrem del termòmetre seria quan la pressió fos nul·la. Hi ha d’haver una temperatura més baixa per sobre de la qual l’aire o qualsevol altra substància no s’hagi pogut refredar. Així, Amontons fou el primer a reconèixer que l'ús de l'aire com a substància termomètrica conduïa a la inferència de l'existència d'un zero de temperatura. L'extrapolació dels experiments d’Amontons indicaven que a l’aire no li quedaria pressió si es refredés per sota del punt de congelació de l’aigua, fins a aproximadament 2,5 vegades l’interval de temperatura. Sobre la base dels 100 graus de diferència entre els punts de congelació i d’ebullició de l’aigua, el zero del termòmetre d’aire d’Amontons se situaria a –240 °C.
La següent referència a l'existència d’un zero absolut hom la troba uns setanta anys després, quan l'alsacià Johann Heinrich Lambert (1728-1777) repetí els experiments d’Amontons i avalà els seus resultats. Lambert dugué a terme les observacions amb més cura i millors instruments i obtingué ell valor del zero de l'escala d’aire a –270 °C. Lambert remarcà que el grau de temperatura que era igual a zero s’hauria de denominar «fred absolut»; a aquesta temperatura, el volum d’aire pràcticament no seria res, les partícules de l’aire caurien juntes, es tocarien i es tornarien denses com l’aigua. D’això Lambert inferí que l'estat gasós era causat per la calor.

### Dalton, Lavoisier i Laplace
L'anglès John Dalton (1766-1844), al seu llibre A New System of Chemical Philosophy, comparà l’abstracció de calor d’un cos amb el buidatge d’un recipient; finalment el cos s’esgotaria del fluid (calòric). Creia que "era extremadament important en la doctrina de la calor determinar quants graus de l'escala ordinària de la temperatura s'ha de deprimir un cos abans de perdre tota la seva calor o passar a ser absolutament fred". Tot i que aquest paràmetre no podia determinar-se per experiment directe, podria ser-ho mitjançant dades sobre calor específica o calor de reacció. Dalton determinà el zero absolut mitjançant diversos mètodes i obtingué resultats molt diversos i molt allunyats del valor real.
En la seva memòria sobre la calor del 1780, els francesos Antoine L. Lavoisier (1743-1794) i Pierre-Simon Laplace (1749-1827) indicaren que cada cos conegut conté una gran quantitat de calor que és impossible eliminar completament, per molt que es baixi la seva temperatura. Per tant, la temperatura zero en un termòmetre representava encara la presència d’una gran quantitat de calor i era d’interès determinar-la. Per fer-ho, n'hi havia prou amb determinar "la quantitat de calor absoluta absorbida per un cos a zero graus que augmenta la seva temperatura un grau". Després de fer el que Lavoisier i Laplace consideraren hipòtesis raonables sobre la relació entre calor específica i per calor total, utilitzaren diferents processos similars als de Dalton per calcular la posició del zero per sota del punt de fusió del gel. Els seus resultats variaren entre –1 538 °R i –3 242 °R i atribuïren aquesta discrepància a la manca de precisió en els valors experimentals de les calors específiques. No obstant això, conclogueren que el zero absolut s'hauria de situar almenys a 600 °R per sota del punt de congelació. Lavosier, al seu llibre Traité Élémentaire de Chimie, publicat el 1792, que encara era impossible arribar al zero absolut.

### Gay-Lussac, Desormes i Clément

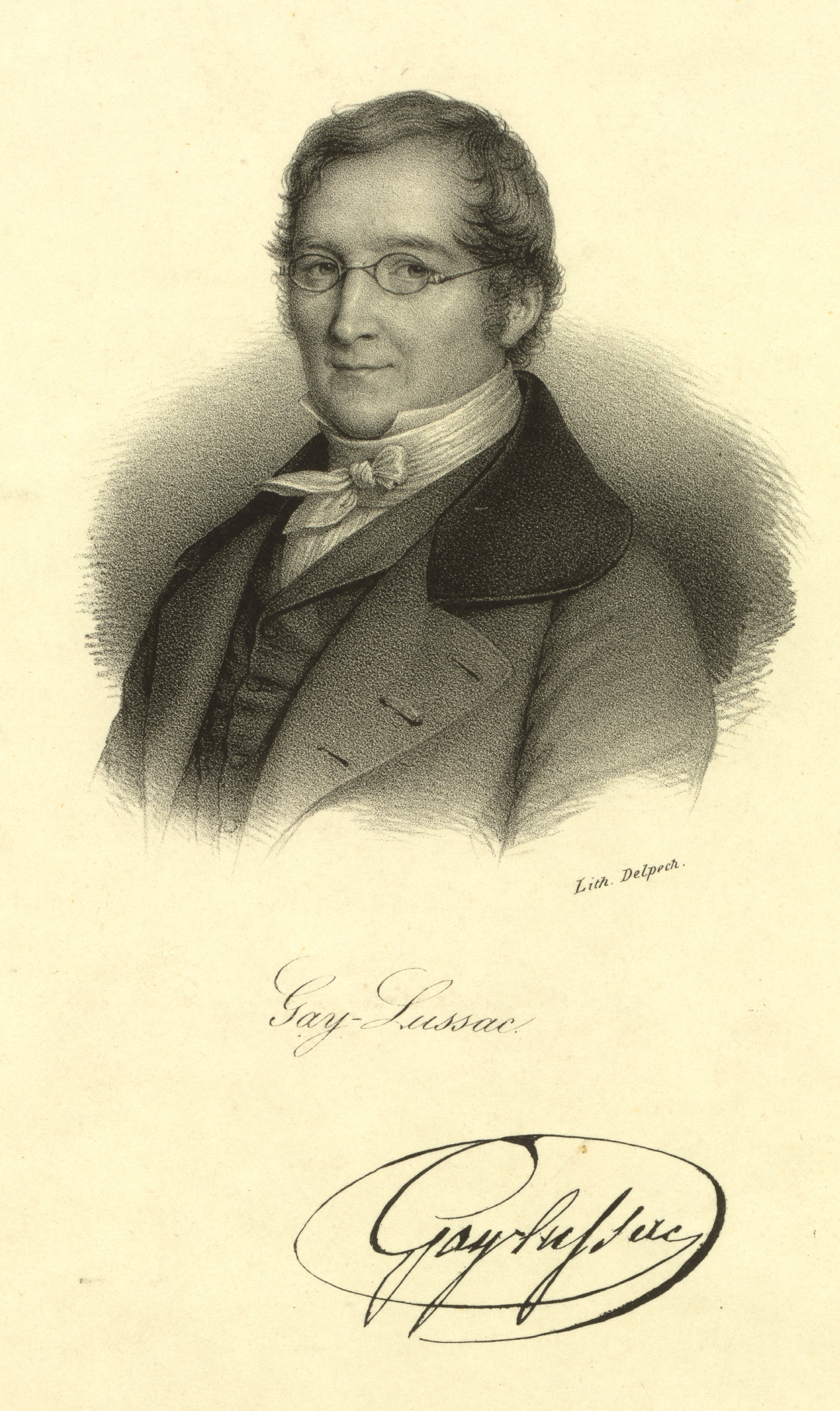
Retrat i signatura de Joseph-Louis Gay-Lussac, entre 1800 i 1850, per François-Séraphin Delpech (1778 – 1825)

El 1815 el francès Joseph-Louis Gay-Lussac (1778-1850) dugué a terme un gran nombre d'experiències de l'efecte de refredament produït per l'evaporació de líquids. Observà que si el líquid s’evapora en el buit envoltat d’una mescla frigorífica, l'efecte de refrigeració es podria augmentar indefinidament sempre que el líquid exercís una pressió de vapor. Gay-Lussac informà que havia aconseguit congelar mercuri evaporant aigua d'aquesta manera. Gay-Lussac no tenia cap dubte que amb un líquid volàtil seria possible obtenir temperatures encara més baixes. En una segona publicació del 1818 analitzà la producció de fred per l'expansió d'un gas. Indicà que el refredament per evaporació era limitat i només es podien aconseguir –80 °C. Però creia que era possible aconseguir temperatures més baixes mitjançant l'equivalència entre el refredament causat per l'expansió d'un gas i l'escalfament provocat per la compressió. Se sabia que en comprimir aire a una cinquena part del seu volum original augmentava la temperatura 300 °C i Gay-Lussac pensava que la temperatura es podria augmentar fins a 1 000 °C o fins i tot a 2 000 °C, si el procés era prou ràpid. Si l’aire es comprimia per primera vegada a cinc atmosferes, després es deixava refredar fins a la temperatura atmosfèrica i, finalment, es deixava expandir, hauria d’absorbir tanta calor com es donés en la seva compressió i la seva temperatura hauria de baixar 300 °C. Amb més compressió es podria aconseguir menys temperatura i seria possible aconseguir un fred il·limitat per l'expansió de gasos. Per tant, com Lavoisier, considerava que no existia un zero de temperatura. Tanmateix dos científics francesos, Charles-Bernard Desormes (1777-1862) i Nicolas Clément (1779-1842), rebutjaven donar suport a la idea d’un refredament il·limitat, és a dir, que la temperatura es podria reduir infinitament, ja que era el mateix que admetre que la quantitat de calor que constitueix un cos era infinita. Si fos així, la calor seria diferent de qualsevol altra cosa o qualitat mesurable.
Desormes i Clémens calcularen el zero absolut per dos mètodes diferents arribant a resultats semblants. Un mètode emprava les capacitats calorífiques dels gasos i l'altre aprofitava la determinació que havia fet el 1802 Gay-Lussac del coeficient de dilatació tèrmica de diferents gasos a pressió constant. Gay-Lussac havia obtingut un valor constant per a tots ells de 1/266,67 °C–1 a 0 °C i havia comprovat que era constant fins a una temperatura de 500 °C. El valor del coeficient de dilatació significa que per a un determinat volum d’aire a pressió atmosfèrica i 0 °C, la quantitat de calor que disminueix la temperatura un grau disminuiria el volum d’aire 1/266,66 del volum inicial. És la llei de Charles i Gay-Lussac. Desormes i Clémens raonaren que si la llei de Charles i Gay-Lussac es mantingués constant, el límit de la reducció del volum estaria a 266,67 °C sota zero. Per sota d’aquesta temperatura era impossible reduir encara més el volum i, per tant, no es podia refredar més. Per tant, –266,67 °C representa el zero absolut de temperatura.

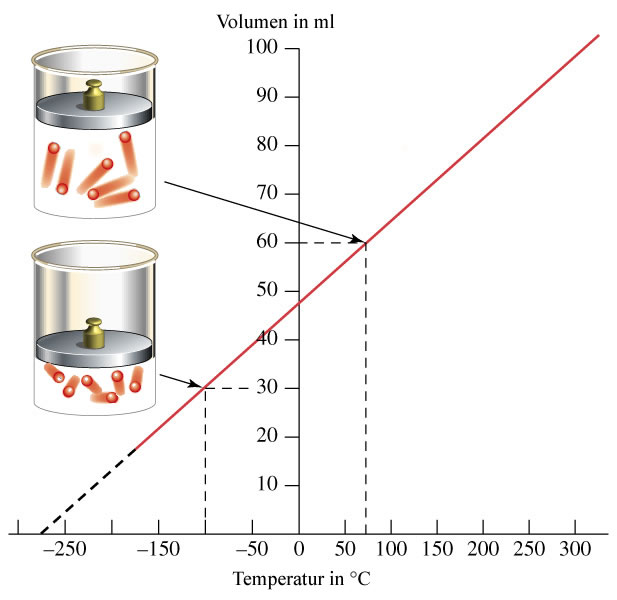
Llei de Charles i Gay-Lussac

L'expressió matemàtica de la llei s'obté directament de la definició del coeficient de dilatació:{\displaystyle V_{2}=V_{1}\cdot (1+\alpha \cdot \Delta t_{12})}Com que Gay-Lussac partí de volums de gasos a 0 °C, l'expressió se sol escriure com:{\displaystyle V=V_{0}\cdot (1+\alpha \cdot t)}on:
- {\displaystyle t} és la temperatura en graus Celsius (en realitat és {\displaystyle t-0\;^{\circ }C}).

- {\displaystyle V} és el volum del gas a la temperatura {\displaystyle t}.

- {\displaystyle V_{0}} és el volum del gas a 0 °C.

- {\displaystyle \alpha } és el coeficient de dilatació.

Posteriorment altres investigadors com el suec F. Rudberg i l'alemany H.G. Magnus, milloraren la precisió d'aquest valor. El francès Henri Victor Regnault el 1847 assolí la màxima precisió, establint que {\displaystyle \alpha } = 1/273 °C–1 = 0,00366 °C–1. Al mateix temps demostrà que, malgrat sigui negligible en condicions ordinàries, el coeficient de dilatació {\displaystyle \alpha } depèn de la naturalesa del gas (trobà els valors {\displaystyle \alpha _{a}} = 0,003 670 6 °C–1, {\displaystyle \alpha _{H_{2}}} = 0,003 661 3 °C–1, {\displaystyle \alpha _{CO_{2}}} = 0,003 709 9 °C–1, per a l'aire, l'hidrogen i el diòxid de carboni respectivament) i de la temperatura, que creix amb la densitat o amb la pressió, i que a baixes pressions els coeficients dels diferents gasos tendeixen al mateix valor.

### William Thomson, Lord Kelvin

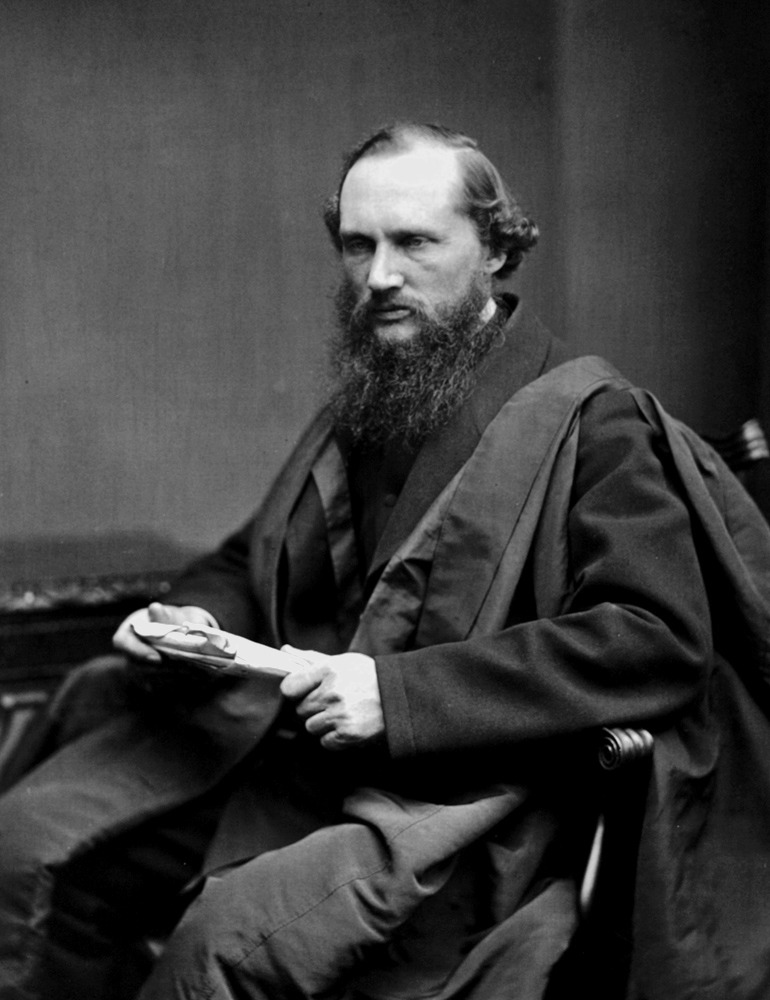
William Thomson, 1r Baró Kelvin, cap al 1860

Després que l'escocès James Prescott Joule (1818-1889) hagués determinat l'equivalent mecànic de la calor, William Thomson (Lord Kelvin, 1824-1907) abordà la qüestió des d’un punt de vista completament diferent i el 1848 dissenyà una escala de temperatura absoluta, que era independent de les propietats de qualsevol substància particular (a partir de les variacions de la calor específica dels cossos) i es basava únicament en les lleis fonamentals de la termodinàmica. L'escala més comuna en ús era la del termòmetre d'aire on les expansions absolutes iguals de la massa d'aire o gas a l'instrument, sota una pressió constant, indicaven diferències iguals del nombre de l'escala. En el termòmetre d'aire es fixava la longitud d'un grau dividint en passos iguals l'interval de temperatura entre els punts de congelació i d'ebullició de l'aigua. Per tant, aquesta escala no podria es considera absoluta, tot i que la mesura de la temperatura era molt precisa. Segons Thomson, al termòmetre d'aire el fred infinit hauria de correspondre a un nombre finit de graus sota zero, ja que el mètode de graduació acabaria necessàriament en un punt que correspon al volum d'aire zero. Suposant el 0,003 66 com a coeficient de dilatació de l’aire, aquest punt es marcaria com –1/0,003 66 = –273 °C. Thomson abordà la qüestió d'una escala absoluta utilitzant els principis desenvolupats per Sadi Carnot (1796-1832) a l'hora d'analitzar l'eficiència d'un motor tèrmic. Segons els resultats de Carnot, l'eficiència tèrmica d’un motor tèrmic reversible només depenia de les quantitats de calor transferides i de la temperatura de la font freda i calenta. Com que es disposava d'un sistema definit per a la mesura de la calor, aquest resultat proporciona una mesura per a intervals segons els quals es podrien estimar les diferències absolutes de temperatura.
Per tal de determinar la unitat de l'escla de la temperatura, era necessari seleccionar només un punt fix, com ara el punt de fusió del gel, i assignar-li un valor arbitrari, o triar-ne dos temperatures fixes com el punt de fusió del gel i el punt d’ebullició de l’aigua, i establir un valor per aquesta diferència. Joule i Thomson afirmaren que per la manca de precisió en el valor del punt de fusió del gel la segona opció era l'única que es podia fer convenientment, però que la primera era molt preferible i que s'hauria d'adoptar en última instància. Finalment, aquesta opció es reconegué com la correcta i el 1948 el Comitè Consultiu de Termometria i Calorimetria de la Conferència General de Pesos i Mesures recomanà que el zero de l'escala de centígrads termodinàmics es definís com a 0,010 0 graus per sota del punt triple de l'aigua (aquell en el qual conviuen en equilibri l'estat de la matèria sòlid, l'estat líquid i l'estat gasós de l'aigua). L’octubre de 1954 la X Conferència General de Pesos i Mesures aprovà definir l'escala de temperatura termodinàmica mitjançant el punt triple de l’aigua com a punt fix fonamental, assignant-li exactament la temperatura de 273,16 K. Basant-se en aquesta decisió, la mida del grau de temperatura no varia a causa de mesures més noves i millors; més aviat, el punt d'ebullició de l'aigua en lloc de ser 373,15 K per definició, pot variar lleugerament.